# Allen Stanford
Robert Allen Stanford, född den 24 mars 1950, är en amerikansk före detta finansman och idrottssponsor. Han dömdes 2012 till ett 110-årigt långt fängelsestraff på grund av att det investmentbolag han var chef över, Stanford Financial Group, var ett storskaligt ponzibedrägeri.